# 샤를리 에브도 테러
샤를리 에브도 테러(프랑스어: Attentat contre Charlie Hebdo)는 2015년 1월 7일 중앙유럽 표준시 11시경 복면을 쓴 이슬람 원리주의 성향의 두 테러리스트가 프랑스 파리에 소재한 풍자신문 《샤를리 에브도》 본사를 급습하여 총기를 난사한 사건이다. 12명이 사망하고 10명이 부상했다. 테러리스트들은 건물에 들어와 알라후 아크바르를 외치며 자동화기를 난사했으며, 50발 이상의 총격이 가해졌다. 1989년 크리스티앙 도르니에의 총기난사 사건 이후 프랑스 최악의 총기 살해 사건이다.

## 배경
《샤를리 에브도》(Charlie Hebdo [ʃaʁli ɛbdo][*]→주간 샤를리)는 프랑스의 주간 풍자 신문으로, 만화, 르포, 논쟁, 농담 등을 싣는 신문이었다. 신문의 논조는 비교적 공격적이었고, 성향은 매우 반종교적인 좌익 언론이었다. 신문은 극우, 천주교, 이슬람, 유대교, 정치인, 문화등에 대한 비판적인 기사가 많았다.
1969년 창간하여 1981년 폐간했고, 1992년 재창간했다. 이번 총격으로 사망한 스테판 "샤르브" 샤르보니에가 2009년부터 죽을 때까지 편집장을 맡고 있었다.

## 사건 당일
2015년 1월 7일, 총을 든 두 형제 테러리스트 사이드 쿠아시(سعيد كواشي)와 셰리프 쿠아시(شريف كواشي)가 파리의 《샤를리 에브도》 본사 건물에 쳐들어가 총을 난사하여 최소 12명이 죽었고 최소 5명이 중상을 입었다. 사망자 중 두 명은 경찰관이었다. 범인들은 칼라시니코프 계열 소총과 산탄총으로 무장했으며, “예언자 무함마드의 복수를 했다”고 소리치고 다녔다. 일부 목격자들은 범인들이 자신들의 소속을 알카에다 예멘 지부라고 밝혔다고 증언했다.
쿠아시 형제는 세 번째 공범이 미리 건물 밖에 세워둔 차를 타고 지하철 5호선 포르트 드 팡탱역까지 달아났다가 다른 차를 빼앗아 바꿔타고 다시 도주하였고, 현지시간 1월 9일 오후 4시에 Dammartin-en-Goële에서 인질극을 벌이다 프랑스 경찰특공대 RAID와 GIPN의 진압으로 사살되었다.

## 피해자
이 총격으로 죽은 열두 명 중 열 명은 《샤를리 에브도》 본사 건물 안에 있던 사람들이고, 나머지 두 명은 바깥에 있던 경찰관들이다.
사망자:
- 프레데리크 부아소 (Frédéric Boisseau, 42세), 빌딩 관리 직원, 로비에서 사망.
- 프랑크 브랭솔라로 (Franck Brinsolaro, 49세), 경찰, 샤르브를 호위하였다.
- 카뷔(Cabut, 76세), 만화가.
- 엘사 카야(Elsa Cayat, 54세), 정신의학자이자 칼럼니스트.
- 샤르브(Charb, 47세) 만화가, 칼럼니스트, 샤를리 에브도의 편집장.
- 필리프 오노레(Philippe Honoré, 74세), 만화가.
- 베르나르 마리스(Bernard Maris), 68세) 경제학자, 편집자, 칼럼니스트.[12][13]
- 아흐메드 메라베 (Ahmed Merabet, 42세) 알제리 출신 무슬림 경찰.[14][15]
- 무스타파 오라드 (Moustapha Ourrad), 알제리 출신 교정 담당자.[14][16][17][18]
- 미셸 르노 (Michel Renaud, 69세), 회의 참석자.[19]
- 티뉴스(Tignous, 57세), 만화가.[20]
- 조르주 볼린스키(Georges Wolinski, 80세), 튀니지 출신 유대계 만화가.[21]

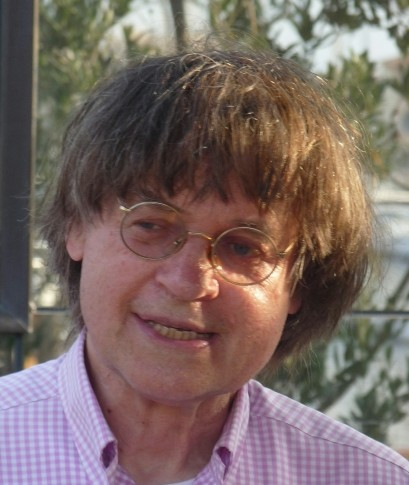
카뷔 (2012)
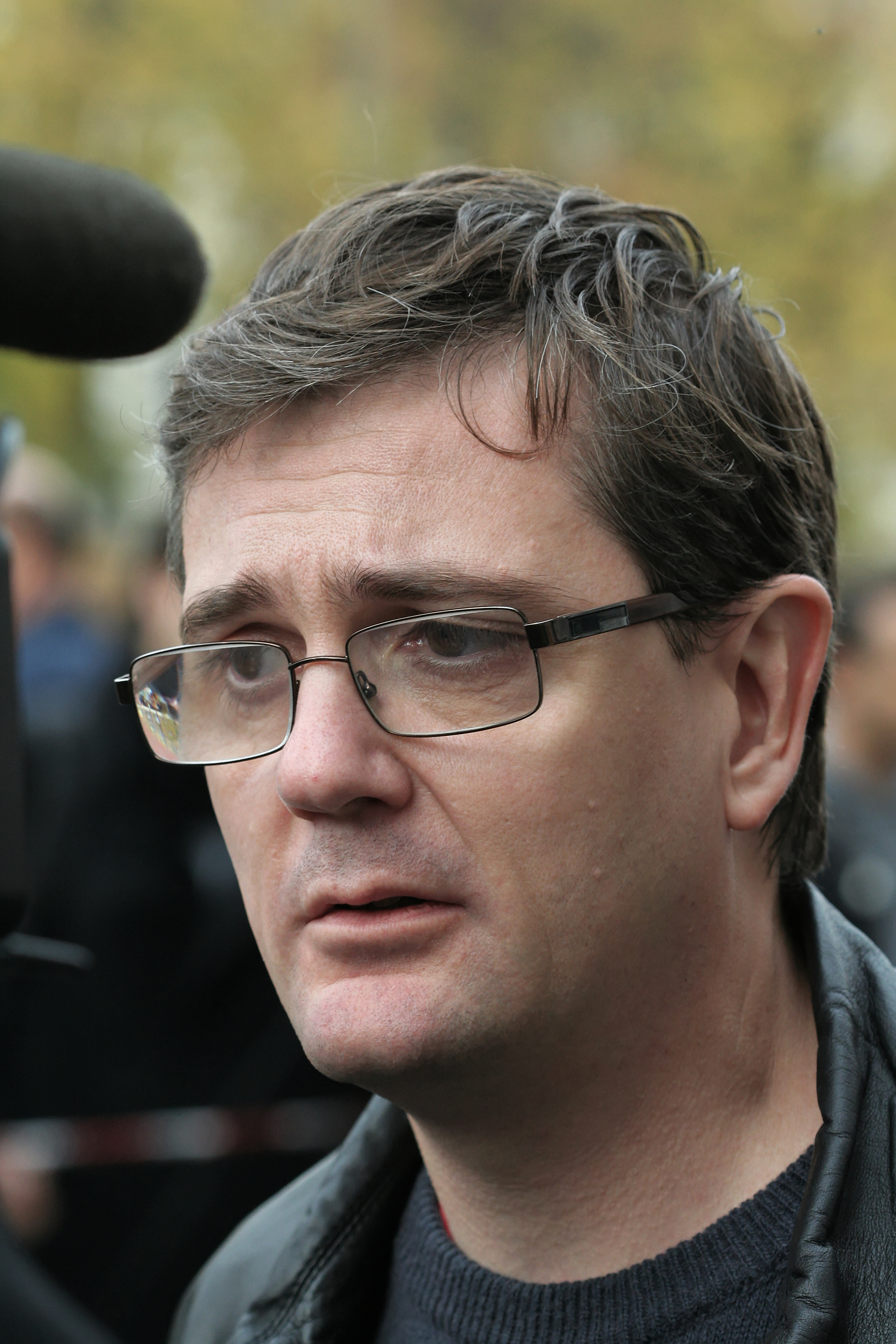
샤르브 (2011)
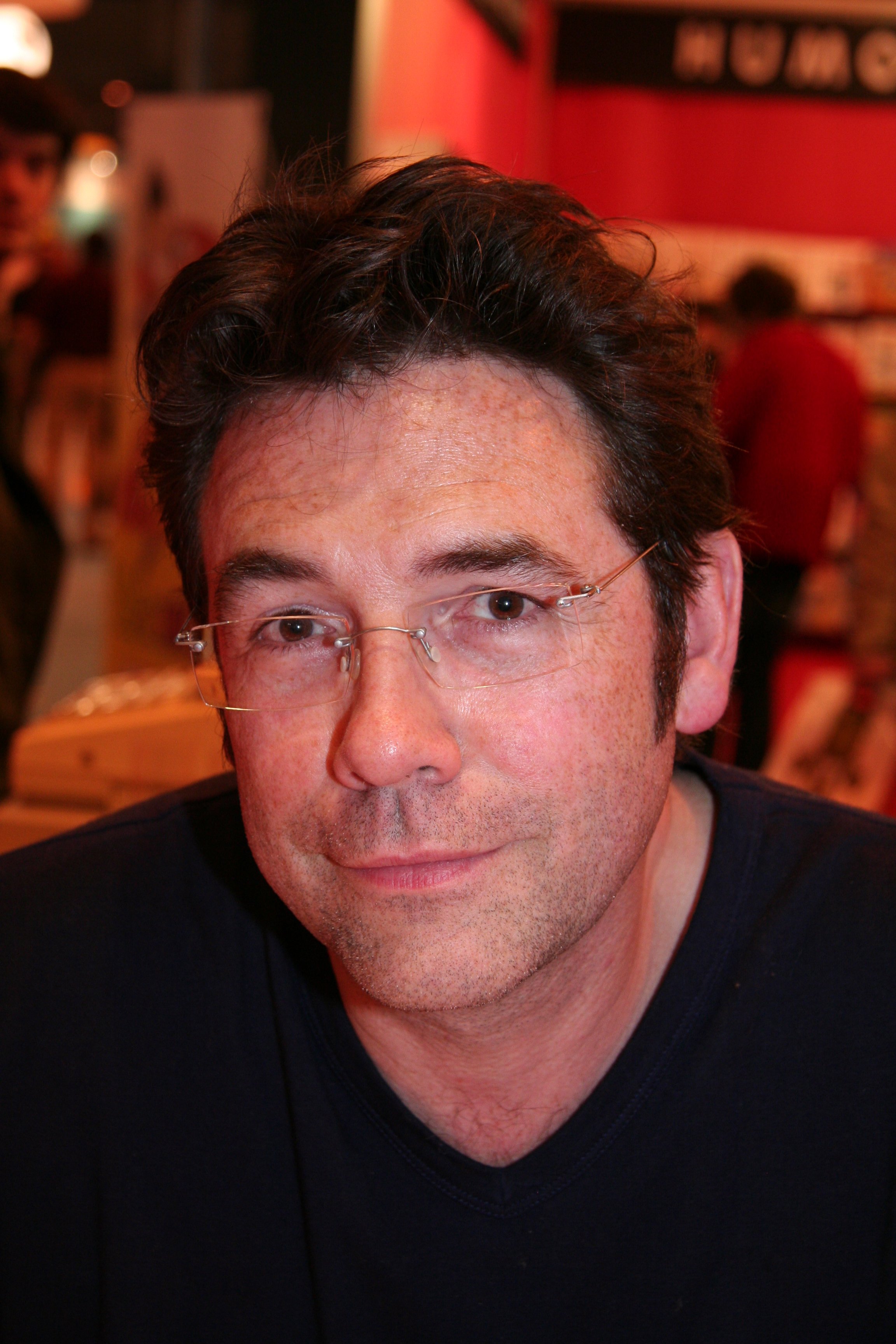
티뉴스 (2008)
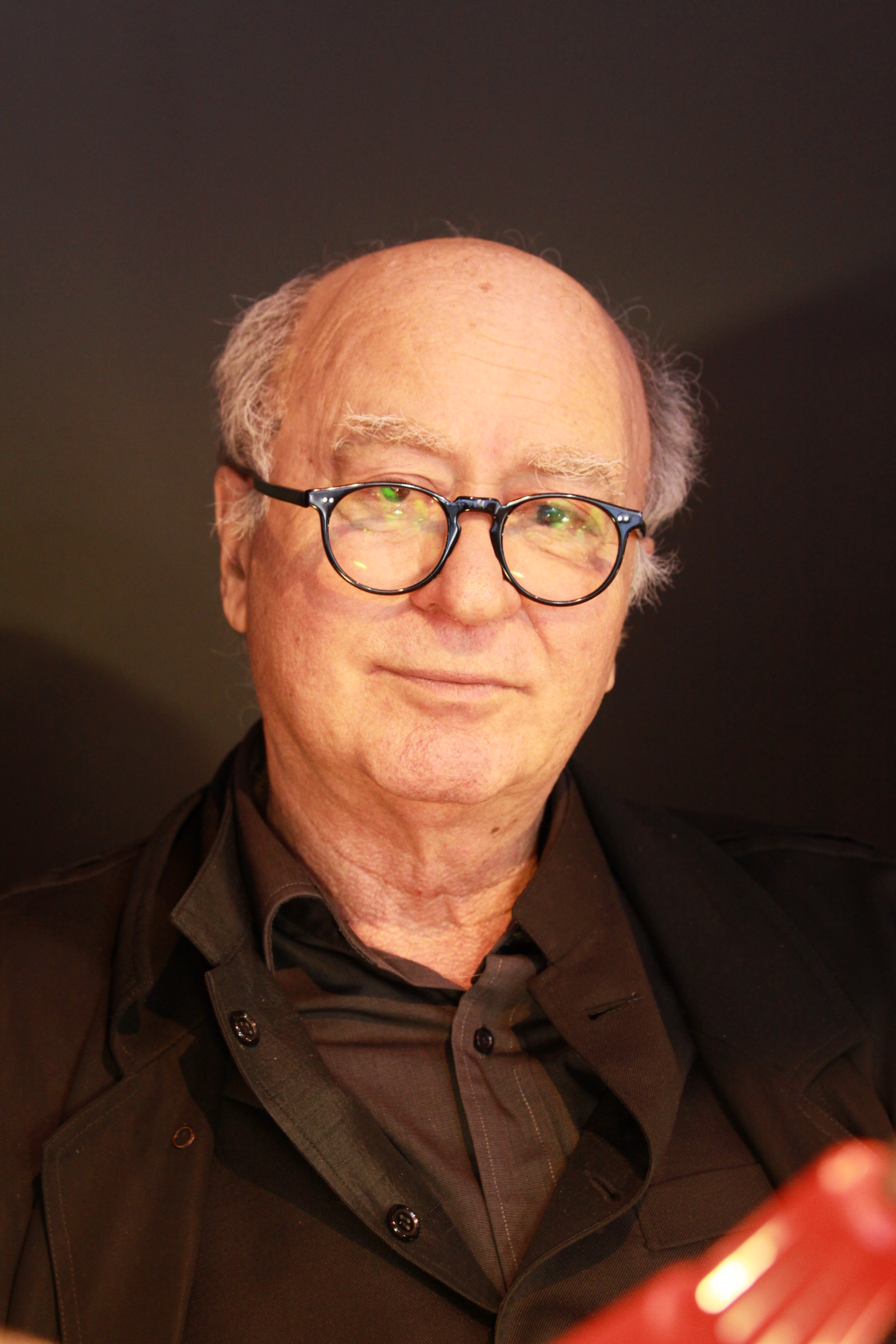
조르주 볼린스키 (2011)

부상자:
- 시몽 피시 (Simon Fieschi, 31) 웹마스터, 어깨 부상.[22]
- 필리프 랑송 (Philippe Lançon), 언론인, 얼굴 부상.
- 파브리스 니콜리노 (Fabrice Nicolino, 59), 언론인, 다리 부상.
- 로랑 소리소 (Laurent Sourisseau, 48), 만화가, 어깨 부상.
- 신원 미상의 경찰들.

## 후폭풍
프랑스 정부는 물론이고 유럽 위원회 의장 장클로드 융커, 독일 수상 앙겔라 메르켈, 이탈리아 총리 마테오 렌치, 영국 총리 데이비드 캐머런, 네덜란드 총리 마르크 뤼터, 러시아 대통령 블라디미르 푸틴, 인도 총리 나렌드라 모디, 미합중국 대통령 버락 오바마, 스페인 정부는 사건에 대한 비난 성명을 발표했다.
또한, 트위터와 페이스북을 비롯한 인터넷 SNS에서는 #JeSuisCharlie (→내가 샤를리다.) 해시태그달기 운동이 벌어지고 있다.
이후 2020년 10월 프랑스에서는 샤를리 에브도 테러 사건을 수업 보도 자료로 소개하며 언론의 자유에 대한 수업을 한 중학교 역사 교사 사뮤엘 프티가 살해당하는 일이 벌어졌다.

## 같이 보기
- TV5Monde
- 출판의 자유
- 사뮈엘 파티 피살 사건
- 2015년 11월 파리 테러